# Piscinas de Salomón
Las piscinas de Salomón (en árabe: بركة السلطان سليمان القانوني‎, romanizado: barakat alsultan sulayman alqanuniu; en hebreo: בריכות שלמה‎, romanizado: Breichot Shlomo) son unas cisternas ubicadas en el centro-sur de Cisjordania (Palestina), al sur de la aldea de al-Khader y a unos 5 kilómetros (3,1 millas) al suroeste de Belén. Las piscinas constan de tres cisternas abiertas, cada una con forma rectilínea con 6 metros (20 pies) antes de caer a la siguiente, alimentadas por un manantial subterráneo. Cada piscina tiene más de 100 metros (330 pies) de largo, 65 metros (213 pies) de ancho y 10 metros (33 pies) de profundidad. Tienen una capacidad de aproximadamente 200 millones de litros de agua (53 millones galones de EE. UU.), por lo que las piscinas han jugado un papel importante en el suministro de agua de la zona durante siglos.
La tradición atribuye su construcción al Rey Salomón, personaje bíblico del siglo X a. C., pero en realidad tienen mil años menos y datan del reinado de Herodes I el Grande. Cerca de las piscinas se encuentra el Qal'at al Burak, o castillo de las piscinas, que se construyó en el siglo XVII d. C. para proteger el abastecimiento de agua en la región.

## Acueductos
El sistema de suministro de agua, creado gradualmente a partir del período asmoneo, en su momento de máxima expansión incluía un conjunto de cinco acueductos que totalizaban 80 kilómetros de longitud. Dos acueductos alimentaban a las piscinas con agua de manantiales cercanos a Hebrón, que se sumaba al agua del manantial local. Otros dos acueductos llevaban el agua acumulada en las piscinas hacia el norte, a Jerusalén (el acueducto inferior y el acueducto superior), y un tercero llevaba agua hacia el sur, al Herodión.